# Maccabiaden
Maccabiaden (også kaldet ”Den jødiske olympiade”, engelsk: The Maccabiah Games (The World Maccabiah Games), hebreisk: משחקי המכביה eller משחקי המכביה העולמית; flertal Maccabiot) – er et sportsarrangement, der afholdes hvert fjerde år i Israel og betoner centraliteten for staten Israel i det jødiske folks liv. Den første Maccabiade afholdes i 1932. I 2013 deltog 9000 idrætsfolk fra 79 lande.
Sportsfolk som har en jødisk far eller mor eller jødiske bedsteforældre kan deltage.
Danmark har deltaget ved alle 19 maccabiader.

## Eksterne links
- Wikimedia Commons har flere filer relateret til Maccabiaden

| Sport | Spire Denne artikel om sport er en spire som bør udbygges. Du er velkommen til at hjælpe Wikipedia ved at udvide den. |